# Włodzimierz Buć
Włodzimierz Buć (ur. 30 maja 1909 w Przemyślu, zm. 17 grudnia 1969 w Gliwicach) – polski architekt. 

## Życiorys
W 1927 ukończył gimnazjum w Złoczowie, a następnie rozpoczął studia na Wydziale Architektury Politechniki Lwowskiej. Podczas studiów od 1935 był asystentem prof. Jana Bagieńskiego w Katedrze Architektury I. Egzamin dyplomowy obronił 4 czerwca 1936, a następnie podjął pracę w Oddziale Budowlanym lwowskiej Dyrekcji Poczt i Telegrafów. W 1937 razem z Antonim Nowotarskim otrzymał I nagrodę za projekt gmachów Wydziałów Mechanicznego i Elektrotechnicznego Politechniki Lwowskiej. Podczas II wojny światowej pracował jako projektant w Dyrekcji Monopoli. Po wysiedleniu ze Lwowa w 1945 zamieszkał na Górnym Śląsku, rozpoczął pracę jako adiunkt Politechniki Śląskiej w Gliwicach. W 1952 został członkiem katowickiego oddziału SARP, równolegle do pracy dydaktycznej od 1952 pełnił funkcję kierownika gliwickim oddziale Miastoprojektu Katowice. Do 1954 wykładał zasady projektowania na Oddziale Architektury Wydziału Inżynierii Budowlanej, a następnie został adiunktem na Wydziale Budownictwa Przemysłowego i Ogólnego, gdzie przez trzy lata nauczał architektury przemysłu. Od 1955 do 1958 był głównym Architektem Województwa Katowickiego. Od 1957 był związany z Katedrą Planowania Miast i Osiedli, wykładał tam przez rok zasady projektowania zakładów przemysłowych, w 1958 Katedrę tę dołączono do Wydziału Inżynierii Sanitarnej. W 1961 został członkiem Wojewódzkiej Komisji Urbanistyczno-Architektonicznej. Rok później objął funkcję kierownika Katedry Architektury Przemysłowej na Wydziale Budownictwa Przemysłowego i Ogólnego, a od 1966 kierował Oddziałem Architektury. W 1967 został docentem. Zasłabł podczas referatu dotyczącego rozbudowy gmachów Politechniki, zmarł nie odzyskawszy przytomności mając 60 lat. 

## Wybrane publikacje
- Warunki techniczne i ekonomiczne realizacji budownictwa mieszkaniowego na Śląsku /1960/;
- Typizacja budownictwa mieszkaniowego w Woj. Katowickim w latach 1962-1967 /1960/;
- Wytyczne projektowania miast i osiedli na terenach szkód górniczych /1961/;
- Nowe warunki typizacji w budownictwie mieszkaniowym /1962/;
- Wpływ gradacji modułu przemysłowego na kształtowanie architektury w budownictwie przemysłowym /1964/.

## Wybrane projekty
- Przebudowa i projekt wnętrz domu towarowego w Bytomiu /1947/;
- Plan zagospodarowania przestrzennego terenów Chłodni Składowych w Bytomiu /1950/;
- Budynki administracyjne i mieszkalne dla Chłodni Składowych w Bytomiu /1951/;
- Budynki administracyjno-socjalne i mieszkalne dla Chłodni Składowych w Dwikozach, Kaliszu, Kielcach, Olsztynie, Opolu i Zamościu /1955/;
- Projekty rozbudowy Politechniki Śląskiej w Gliwicach /1969/.